# European Journal of Anaesthesiology
European Journal of Anaesthesiology is een internationaal, aan collegiale toetsing onderworpen wetenschappelijk tijdschrift op het gebied van de anesthesiologie. De naam wordt in literatuurverwijzingen meestal afgekort tot Eur. J. Anaesthesiol. Het wordt uitgegeven door Lippincott Williams & Wilkins namens de European Academy of Anaesthesiology en verschijnt maandelijks. Het eerste nummer verscheen in 1984.